# DJ Quik
DJ Quik, właściwie David Martin Blake (ur. 18 stycznia 1970 w Compton, Kalifornia) – amerykański raper, producent muzyczny i DJ.

## Życiorys
W 1987 roku zaprezentował wytwórni Profile Records swoje demo The Red Tape, które dostało wysoką ocenę i otrzymał w prezencie gramofon, na którym prowadził imprezy w klubach jako DJ.
W 1990 roku wstąpił do Profile Records i rozpoczął pracę nad debiutanckim albumem.
W 1991 roku ukazał się jego debiutancki album pt. Quik Is the Name. Rok później wydał swój drugi album zatytułowany Way 2 Fonky.
Trzeci album Quika to Safe & Sound. Ukazał się na początku 1995 roku i uzyskał status złotego.
Kolejny album Blake'a to "Rhythm-al-ism z 1998.
W 2000 ukazał się jego czwarty album pt. Balance & Options.
W 2002 roku wychodzi Under tha Influence. Przy produkcji Quika wspomagał Dr. Dre.
Tego samego roku wychodzi składanka The Best of DJ Quik: Da Finale. Okładka albumu wygląda niemal tak samo jak okładka debiutanckiego Quik Is the Name.
Po wielu trudnościach w 2005 roku został wydany album Trauma. Sprzedał się w ilości 100 tysięcy kopii i został wydany przez wytwórnię Blake'a Mad Science Records.
AMG i DJ Quik stworzyli duet o nazwie The Fixxers. W 2007 ukazał się ich pierwszy album zatytułowany Midnight Light.
9 czerwca 2009 roku ukazał się wspólny album Quika i Kurupta zatytułowany BlaQKout.
Współpracował z takimi artystami jak: AMG, Kurupt, Hi-C, Nate Dogg, Snoop Dogg, Tupac Shakur, Dr. Dre, Talib Kweli, Xzibit, B-Real, Chingy, The Game, Wyclef Jean, Ludacris, Jay-Z, Suga Free, T.I., Erick Sermon oraz wieloma innymi.

## Dyskografia

### Albumy solowe
- Quik Is the Name (1991)
- Way 2 Fonky (1992)
- Safe + Sound (1995)
- Rhythm-al-ism (1998)
- Balance & Options (2000)
- Under tha Influence (2002)
- Trauma (2005)
- The Book of David (2011)
- The Midnight Life (2014)

### Z The Fixxers
- Midnight Life (2007)

### ZKuruptem
- BlaQKout (2009)